# 오사무나이역
오사무나이역(일본어: 納内駅 오사무나이에키[*])은 일본 홋카이도 후카가와시에 있는 홋카이도 여객철도 하코다테 본선의 역이다. 역 번호는 A25이며, 상대식 · 섬식의 구조를 합친 복합 구조의 철도 역사이다. 과거 이 역과 이노 역 사이에 가무이코탄 역이 있었으나 국철 시절에 폐역되었다.

## 타는 곳
| 1 | ■ 하코다테 본선 | (상행) | 후카가와 · 다키카와 · 이와미자와 · 삿포로 방면 |
| 2 | ■ 하코다테 본선 | (하행) | 아사히카와 방면                                |

## 역 주변
- 후카가와 시청 오사무나이 지소
- 기타소라치 신용금고 오사무나이 지점
- 기타소라치 농업협동조합 (JA 기타소라치) 오사무나이 지소

## 인접 정차역
| 홋카이도 여객철도 하코다테 본선 | 홋카이도 여객철도 하코다테 본선 | 홋카이도 여객철도 하코다테 본선 |
| ------------------------------- | ------------------------------- | ------------------------------- |
| A24 후카가와 오타루 방면        | 하코다테 본선                   | 지카부미 A27 아사히카와 방면    |